# Xian de Lincheng
Le xian de Lincheng (临城县 ; pinyin : Línchéng Xiàn) est un district administratif de la province du Hebei en Chine. Il est placé sous la juridiction de la ville-préfecture de Xingtai.

## Démographie
La population du district était de 189 546 habitants en 1999.